# اورازیو ماریانی
اورازیو ماریانی (انگلیسی: Orazio Mariani; ۲۱ ژانویهٔ ۱۹۱۵ – ۱۶ اکتبر ۱۹۸۱) ورزشکار دو و میدانی اهل ایتالیا بود.
وی در مسابقات کشوری و بین‌المللی در مجموع برندهٔ ۲ مدال نقره شده‌است.